# Сид
 Тази статия е за литературното произведение.  За испанския национален герой вижте Ел Сид.  
„Сид“ (на френски: Le Cid) е сред най-известните трагикомедии на френския писател трагик Пиер Корней, написана през 1636 година.
Действието в пиесата се развива в град Севиля, през XI век. Съдържа 5 действия, последното от които има 2 варианта. Основният сюжет на творбата е трудният избор между това да запазиш честта си и честта на своето семейство или да загубиш истинската си любов.

## История на създаването
Трагедията (която сам авторът нарича трагикомедия) Корней пише през 1636 г., когато е в Руан. Главен герой е Родриго Диас, известен като Сид Кампеадор, участник в испанската Реконкиста. За основа на своята творба Корней използва драмата на испанския писател Гилен де Кастро „Младостта на Сид“, Mocedades del Cid от 1621 г., от която заимства 72 стиха. Според руската „Литературная энциклопедия“ подобни заемки не са нещо необичайно в епохата на класицизма Корней внася сериозни промени в съдържанието, като не разглежда героя като галантен, остроумен и войнствен феодал, а въвежда дълбоки нравствени проблеми. Интригата е концентрирана в рамките на денонощие около женитбата на Сид. Действието се развива в двореца на крал Фердинанд I Кастилски в Севиля.
Първата постановка на „Сид“ е през декември 1636 г. в театър Маре (на френски: Théâtre du Marais) (според други източници през януари следващата година).

## Действащи лица
Главните действащи лица са Родриго, наричан от маврите Сид („господар“, „повелител“ от арабски „саиг“), любимата му Химена, бащите на двамата – Дон Диего и граф Гомес, отхвърленият жених Дон Санче и кастилският крал.
- Дон Фернанд – Крал на Кастилия
- Доня Урака – (Инфантката) дъщеря на краля, влюбена в Дон Родриго
- Дон Диего – баща на Дон Родриго
- Дон Гомес – баща на Химена, генерал на Кастилия
- Дон Родриго – тенор (Сид), любовник на Химена
- Дон Санче – влюбен в Химена, излиза на дуел с Дон Родриго
- Химена – сопрано, дъщеря на Дон Гомес
- Дон Ариас
- Дон Алонсо
- Леонор – гувернантка на Доня Урака
- Елвира – гувернантка на Химена
- Паж на инфантата

## Сюжет и композиция
Сюжетът на тази творба е взет от историята на Испания. Главният герой – Дон Родриго, наричан от признателния испански народ Сид е изправен пред дилемата да следва дълга и честта или любовта. Сюжетът е испански, героите са испанци, но произведението е създадено в духа на френската действителност и съвремие. Ярко се отличава френският национален колорит и отговаря на съвременните нравствено-естетически и политически проблеми. Корней поставя изключително важния въпрос за ролята и мястото на личността в обществено политическия живот на Франция. Това не е нов проблем, но новото е, че авторът го поставя и разрешава в духа на своето време.
На сцената зрителят вижда един герой, който притежава смелост и добри умения на воин, който с цялото си същество е предан на дълга си и пренебрегвайки най-романтичното човешко чувство се изправя срещу бащата на своята любима. На зрителя се представя един смел рицар, предан син, човек с богата душевност и дълбоко влюбен герой. Той изживява дълбока вътрешна драма като син и влюбен, което представлява и основният проблем в творбата. Не представата за съдбата, а тази за чест и дълг в човешкото и общественото измерение имат задължителен характер за действията на героя. Той изпълнява това, което се очаква от него, като се изправя в смъртоносен дуел срещу бащата на любимата си.
Силно вълнуващо Корней предава вътрешния конфликт в душата на младежа, който трябва да избира между честта и любовта. В крайна сметка съзнанието за дълг надделява и той предизвиква дуела и побеждава бащата на любимата си. От това развитие на действието произхожда и задълбочаването на конфликта в произведението, тъй като Химена се чувства длъжна да отмъсти за смъртта на родителя си. Активната позиция, която тя заема, е ръководена от чувство за дълг и чест. Корней показва, че у нея това чувство също е дълбоко и силно развито. Авторът успява живо и вълнуващо да пресъздаде емоциите и мислите на героите си. Вътрешната борба не е самоцел, нито излишен психологизъм, а е идеално и художествено правдиво мотивирана, което е типично за духа на тогавашното време.
Колебанията, съмненията, изблиците на силна любов и спонтанен гняв са емоционални преживявания, присъщи на всеки младеж с богата душевност. Разкривайки ги, Корней надживява предразсъдъците на своето време и достига до възможно най-реалистичните разбирания в духа на хуманизма.
Този тип конфликт е характерен и за други творби на изкуството на класицизма, но „Сид“ е най-характерната творба за епохата.
 Внимание:  Текстът по-долу разкрива сюжета на произведението (или части от него)!
Първа част
I. Химена разкрива любовта си към Дон Родриго пред своята гувернантка Елвира.
II. Кастилската инфантка доня Урака разкрива своите чувства към Дон Родриго пред гувернантката си Леонор, но знае че тази любов е невъзможна, защото не би могла да се ожени за обикновен благородник. Следователно тя приема бракът на Химена с Родриго.
III. Дон Гомес, граф на Гормас и баща на Химена и Дон Диего, бащата на Родриго водят дискусия, която прераства спор. Спорът приключва с плесник, който получава Дон Диего.
IV. Дон Диего обмисля отмъщение.
V. Той иска синът му да отмъсти за него и говори с него по този въпрос.
VI. Монологът на Дон Родриго. Той обмисля: Химена или честта? Той се решава на отмъщение.
Втора част
I. Графът говори с Дон Ариас, кастилски благородник. Той не възнамерява да се извини, честта и кралят за него са много важни.
II. Дон Родриго предизвиква графът на дуел.
III. Химена говори с инфантката, която я подкрепя и насърчава. Химена се страхува да не изгуби Родриго и се страхува от неговото решение.
IV. Оръженосецът казва, че Дон Родриго и графът са заминали заедно.
V. Инфантката все още има надежда, че ако Родриго спечели, той ще е героят и тя може да се омъжи за него. Тя мисли, че той би бил добър и смел крал.
VI. Кралят Дон Фернанд е ядосан на графа, но благородниците го защитават. Кралят се страхува от маврите, а благородниците го окуражават.
VII. Графът е мъртъв. Химена е тъжна, кралят губи един от своите служители.
VIII. Химена иска справедливост и желае на всяка цена смъртта на Родриго. Неговият баща, Дон Диего, го защитава.
Трета част – драматичната кулминация на произведението.
I. Дон Родриго идва въоръжен при Химена, но тя не е там. Елвира го скрива. Химена идва.
II. Дон Санче, който е влюбен в Химена ѝ предлага да си отмъсти и ѝ предлага помощ. Тя отказва.
III. Химена иска мъст и след това да умре, защото тя все още обича Родриго. Той чува всичко от скривалището си.
IV. Родриго излиза и се предава да бъде убит; Химена е много тъжна.
V. Дон Диего – търси сина си и се тревожи за справедливостта.
VI. Той нарежда на сина си да отиде в битката срещу маврите, за да спечели отново уважението на краля и любовта на Химена.
Четвърта част
I. Химена се радва, че Родриго е победил маврите.
II. Инфантката предлага на Химена да не убива Дон Родриго, защото той вече е герой. Тя иска да да убеди Химена да се откаже от любовта му, но да го остави жив.
III. Кралят поздравява Дон Родриго, който вече е наричан Сид. Той разказва подробно за битката срещу маврите.
IV. Кралят разказва на Химена, че Родриго в мъртъв и тя е потресена до смърт. Когато обаче тя разбира истината – желае смъртта му. Кралят приема дуел между Дон Родриго и Дон Санче, а тя обещава, че ще се омъжи за победителя. Дон Санче, разбира се, иска да стане нейния герой.
Пета част
I. Родриго се сбогува с Химена – той иска да се остави да бъде убит. Тя се опитва да го убеди да се бори.
II. Инфантката все още го обича и се опитва да потисне това чувство.
III. Тя разказва на Леонор за нейната все по-силна любов. Той вече не е просто един рицар, а Сид.
IV. Химена също говори с гувернантката си. Тя се вижда във всички случаи като губещата: ако Родриго спечели, тя трябва да се омъжи за убиеца на баща си, а ако Дон Санче спечели, то тя се омъжва за убиеца на любимия си.
V. Дон Санче се появява с меча на Родриго – Химена е оскърбена.
VI. Родриго обаче не е мъртъв. Те са измамили Химена. Той е спечелил дуела, но е пощадил дон Санче. Кралят казва, че Химена трябва да се омъжи за Родриго, защото тя го обича много силно.
VII. Кралят отпраща героя Родриго за още една година, за да се бие срещу маврите. След това той трябва да се ожени за Химена.
Героите в трагедията са представени в сложна ситуация на избор, която изисква разумна преценка на постъпките и активност, за да може те сами да ръководят съдбата си. Пиер Корней смело се насочва към изобразяване на вътрешния интимен свят на героите, нещо непривично и ново за класицизма. Чрез дълги монолози или разговори с доверени лица младите хора разкриват чувствата и мислите си, мотивират действията си. Зрителят е свидетел на мъчителните колебания и проследява пътя им до достойния избор в контекста на епохата. Психологическите конфликти сближават публика и герои и засилват интереса към ставащото на сцената. Експозицията въвежда зрителя в обстановката. В нея се загатва за предстоящия конфликт между бащите. Един от тях ще бъде избран за „възпитател нов на принца“, а другият ще остане с накърнена гордост и чест, най-високите качества за епохата. Чувствата на Химена към Родриго са заявени, девойката е изпълнена с радостен трепет, убедена е, че изборът на бащата ще съвпадне с този на сърцето ѝ. Като кралска дъщеря тя няма право да се осланя на волята на любовта, налага се да забрави копнежите по Родриго.

## Оценки
Трагедията „Сид“ (наричана от своя автор „трагикомедия“) дава основание на Волтер да заяви, че театърът на Корней е „школа за величие на човешкия дух“. Премиерата ѝ в Париж през януари 1637 г. е истински триумф за автора. Позитивното представяне на дуелите между аристократи провокира почти всемогъщия министър от онова време – кардинал Ришельо, който тъкмо е забранил дуелите. Другите автори много завиждат на успеха на Корней. Това води до интензивни спорове и дискусии – така нареченият „спор за Сид“ (Querelle du Cid), в който Корней понася нападки за това, че не е спазил правилото на трите единства – предимно тези за мястото и времето. Ришельо възлага на новооснованата Френска академия (Académie française) да даде оценка. Тя е формулирана учтиво, но е открито негативна, така че поетът първоначално след нея се оттегля в творческа почивка.

## В България
Първият превод на трагедията „Сид“ е на Николай Лилиев и е публикуван през 1940 г., София: Т.Ф.Чипев – издание от 108 стр. В издателската бележка по този повод е отбелязано, че културната общественост го оценява единодушно като забележително явления в литературния и театралния живот на страната. „Сид“ е един от най-високите върхове на преводаческото изкуство в България – преводът се издига до своя първообраз и – като разкрива смисъла, и формата на другия език – придобива самостоятелен живот на оригинално литературно произведение. 1840-те стиха на превода на Лилиев – точно колкото са и у Корней – възпроизвежда не само метриката на оригиналните стихове, но и своеобразното движение на авторовата мисъл, вътрешния ритъм, интонацията. Така, четейки на български език „Сид“, получаваме удоволствието, което Лилиев ни дава с поезията си – поезия, която достига до сърцето на духовно издигнатия съвременник.
През 2001 г. издателство Летера, Пловдив публикува издание от 232 стр., чийто съставител е Младен Влашки, а преводач – Пенчо Симов. Изданието включва таблица: (Текст, контекст. Сер. Bilingua) и съдържа монолог на Дон Родриго, преведен от Николай Лилиев.
Театрална постановка на трагедията пръв прави режисьорът от руски произход Николай Масалитинов. Премиерата е през сезон 1940/1941 в Общински театър Пловдив, с участието на Петя Герганова.